# Physalaemus maximus
Physalaemus maximus är en groddjursart som beskrevs av Feio, Pombal och Ulisses Caramaschi 1999. Physalaemus maximus ingår i släktet Physalaemus och familjen Leiuperidae. IUCN kategoriserar arten globalt som otillräckligt studerad. Inga underarter finns listade i Catalogue of Life.